# Comunicações unificadas
Comunicações unificadas (UC) são as integrações de serviços de comunicação real-time, tais como mensagens instantâneas (chat), informações de presença, telefonia (incluindo telefonia IP), vídeo-conferência, controle de chamadas e reconhecimento de fala com os serviços de comunicação real-time, como unificado mensagens (integrados de voz, e-mail, SMS e fax). UC não é um produto único, mas um conjunto de produtos que fornece uma interface de usuário consistente e unificado e experiência do usuário através de múltiplos dispositivos e tipos de mídia.
UC também se refere a uma tendência para oferecer a integração de processos de negócios, ou seja, para simplificar e integrar todas as formas de comunicação com vista a otimizar processos de negócios e reduzir o tempo de resposta, gerir os fluxos e eliminar o dispositivo e as dependências da mídia.
UC permite que um indivíduo para enviar uma mensagem a um médio e receber em outra. Deve ser possível transferir facilmente qualquer atividade ou mensagem para outro suporte. Por exemplo, pode receber uma mensagem de correio de voz e escolha para acessá-lo através de e-mail ou um telefone celular. Se o remetente está on-line de acordo com as informações de presença e, atualmente, aceita chamadas, a resposta pode ser enviada imediatamente através de chat de texto ou chamada de vídeo. Caso contrário, ele pode ser enviado como um não em tempo real mensagem que pode ser acessado através de uma variedade de mídias.

## Softwares servidores de UC
- Commons
- Wikiquote

- IceWarp
- Microsoft Exchange Server